# باري أكرويد
باري أكرويد (بالإنجليزية:  Barry Ackroyd)‏ هو مصور سينمائي بريطاني (من مواليد 12 مايو عام 1954)، اشتهر بقيامه بالتصوير السينمائي في فيلم القبطان فيليبس عام 2013، واشتهر قبلها بتصويره لفيلم خزانة الألم الذي نال عنه ترشيحا للأوسكار.

## وصلات خارجية
- باري أكرويد على موقع IMDb (الإنجليزية)
- باري أكرويد على موقع قاعدة بيانات الأفلام العربية
- باري أكرويد على موقع ألو سيني (الفرنسية)
- باري أكرويد على موقع أول موفي (الإنجليزية)
- باري أكرويد على موقع بوكس أوفيس موجو (الإنجليزية)
- باري أكرويد على موقع قاعدة بيانات الأفلام السويدية (السويدية)
- باري أكرويد على موقع قاعدة بيانات الفيلم (الإنجليزية)
- باري أكرويد على موقع كينوبويسك (الروسية)